# Gastein Ladies 2009
Il Gastein Ladies 2009 è stato un torneo femminile di tennis giocato sulla terra rossa.
È stata la 3ª edizione del Gastein Ladies, che fa parte della categoria International nell'ambito del WTA Tour 2009.
Si è giocato a Bad Gastein in Austria,dal 20 al 26 luglio 2009.

## Partecipanti

### Teste di serie
| Giocatrice           | Nazionalità     | Ranking* | Testa di serie |
| -------------------- | --------------- | -------- | -------------- |
| Alizé Cornet         | Francia         | 28       | 1              |
| Francesca Schiavone  | Italia          | 30       | 2              |
| Sybille Bammer       | Austria         | 31       | 3              |
| Iveta Benešová       | Repubblica Ceca | 32       | 4              |
| Carla Suárez Navarro | Spagna          | 33       | 5              |
| Magdaléna Rybáriková | Repubblica Ceca | 48       | 6              |
| Anna-Lena Grönefeld  | Germania        | 54       | 7              |
| Lucie Hradecká       | Repubblica Ceca | 56       | 8              |

- Ranking al 13 luglio 2009.

### Altre partecipanti
Giocatrici che hanno ricevuto una Wild card:
- Melanie Klaffner
- Yvonne Meusburger
- Tina Schiechtl

Giocatrici passate dalle qualificazioni:
- Zuzana Ondrášková
- Lenka Juríková
- Sharon Fichman
- Carmen Klaschka

Giocatrici lucky loser:
- Tereza Hladíková

## Campionesse

### Singolare
Andrea Petković ha battuto in finale  Ioana Raluca Olaru con il punteggio di 6–2, 6–3

### Doppio
Andrea Hlaváčková /  Lucie Hradecká hanno battuto in finale  Tatjana Maria /  Andrea Petković con il punteggio di 6–2, 6–4